# جان هربرگر
جان هربرگر (انگلیسی: John Herberger; ۹ نوامبر ۱۹۱۹ – ژوئن ۲۰۰۲ (۸۲ ساله)) بازیکن فوتبال اهل آلمان بود.
از باشگاه‌هایی که در آن بازی کرده‌است می‌توان به باشگاه فوتبال بلاو-وایس ۹۰ برلین، باشگاه فوتبال کارلسروهه اف‌وی، باشگاه فوتبال آینتراخت فرانکفورت، باشگاه فوتبال بایرن مونیخ، باشگاه فوتبال اشتوتگارت، باشگاه فوتبال زاربروکن، و باشگاه فوتبال نورنبرگ اشاره کرد.